# Villa Felicidad
Villa Felicidad ist ein Ort in Uruguay.

## Geographie
Sie befindet sich im Westen des Departamento Canelones in dessen Sektor 4 südlich der Departamento-Hauptstadt Canelones. Wenige Kilometer nördlich liegen Barrio Remanso, Juanicó und Instituto Adventista. Unmittelbar westlich von Villa Felicidad grenzt Fraccionamiento Progreso an. Südlich liegt Progreso.

## Wirtschaft und Infrastruktur
Durch Villa Felicidad führen die Straße Ruta 5 und die Bahnstrecke Montevideo–Paso de los Toros. Zwischen beiden Verkehrswegen betreibt nördlich des Ortes der Logistikkonzern Grupo RAS ein 100 ha großes Güterverkehrszentrum.

## Einwohner
Die Einwohnerzahl von Villa Felicidad beträgt 1.344. (Stand: 2011)
| Jahr | Einwohner |
| ---- | --------- |
| 1963 | 376       |
| 1975 | 567       |
| 1985 | 649       |
| 1996 | 791       |
| 2004 | 1.238     |
| 2011 | 1.344     |

Quelle: Instituto Nacional de Estadística de Uruguay